# Michele, figlio di Ampud
Michele, figlio di Ampud (in ungherese Ampod fia Mihály; ... – dopo il 1234) fu un nobile ungherese che ricoprì la carica di bano di Slavonia nel 1224.

## Biografia

### Origini
Nato in un momento storico imprecisato, Michele discendeva da un'influente famiglia nobiliare. Il suo nonno paterno era Ampud I, un abile comandante militare attivo come bano di Slavonia e palatino d'Ungheria sotto re Stefano III e Béla III. Michele era uno dei tre figli di Ampud II, che fu ispán del comitato di Szolnok nel 1199, e di una figlia dal nome ignoto del conte Bertoldo III di Andechs, margravio d'Istria. È plausibile che la famiglia facesse parte di quella cerchia di sostenitori del duca Andrea stanziatasi in Croazia e Dalmazia, la quale governò la provincia oltre il fiume Drava come dominio de facto indipendente e che si ribellò costantemente al fratello maggiore, il re Emerico d'Ungheria, durante il regno di quest'ultimo. Per linea materna, Michele era cugino di primo grado di Gertrude di Merania, figlia di Bertoldo IV e sposa di Andrea.
Dei due fratelli summenzionati, il maggiore, Dionigi, fu uno dei più fedeli confidenti di Andrea fin dagli anni successivi al 1210 e una figura chiave della riforma economica reale. Il minore, Lorenzo, amministrò degli ispanati nel comitato di Zagabria e in Slavonia nello stesso periodo al servizio del duca Colomanno. Michele non ebbe mogli né discendenti di cui si ha conoscenza.

### Ruoli ricoperti
Nonostante la sua famiglia fosse considerata vicina ad Andrea II, Michele entrò al servizio del figlio del re, il duca Béla, a lungo oppostosi alla politica economica del padre; ciò permise al duca di godere del sostegno di un nobile importante nel mondo ungherese. Gli aristocratici al fianco di Béla riuscirono a costringere Andrea II a condividere il proprio potere con il suo erede, che fu nominato duca di Slavonia nel 1220. Michele servì come bano di Slavonia nel 1224, comparendo come testimone in questa veste in un unico atto promulgato dal duca Béla, finalizzato a concesse il rango di nobile ad alcuni abitanti di Boba, nel comitato di Vas. Michele fu sostituito come bano da Martino Ják ancora prima della fine del medesimo anno. Divenne poi ispán del comitato di Somogy nel 1225, un altro territorio che apparteneva al ducato di Béla.
Re Andrea trasferì Béla dalla Slavonia alla Transilvania nel 1226, e Michele lo accompagnò anche nella provincia nella parte più orientale del regno d'Ungheria. Lì ricevette il titolo di mastro coppiere presso la corte ducale dal 1229 al 1231. Tra il 1231 e il 1233, il nobile cambiò idea su Béla e giurò fedeltà ad Andrea II (suo fratello Dionigi ricoprì la dignità di palatino, la carica più prestigiosa nella corte a quel tempo). Fu nominato ispán del comitato di Albareale nell'Ungheria centrale dal 1233 al 1234. Il suo cambio di schieramento ebbe luogo in un periodo storico infelice, in quanto il duca Béla aveva praticamente assunto il controllo del paese regno della morte del padre malato, avvenuta tra la fine del 1234 e l'inizio del 1325, quando anche Dionigi dovette rinunciare al suo incarico. Anche Michele fu sostituito come ispán da un confidente di Béla, Lorenzo. Andrea II spirò nel settembre del 1235 e, subito dopo la sua incoronazione, Béla IV destituì e punì molti dei più stretti consiglieri del padre; Dionigi, tra i vari, fu accecato e imprigionato. Michele scompare dalle fonti dopo il 1234, ma cadde anch'egli in disgrazia e forse condivise la sorte del fratello. Béla IV, che nel documento definì il suo vecchio confidente «sleale», donò il feudo di Bata, in Sirmia, precedentemente confiscata da Michele, ai frati cistercensi della neonata abbazia di Bélakút (vicino all'odierna Petervaradino, in Serbia) nel giugno del 1237.